# TS Prolific
 (mai 2025).
Le TS  Prolific est un ketch à gréement bermudien de conception moderne. Le préfixe T S voulant dire training ship, il est un voilier-école spécialisé dans l'accueil d'adolescents en rupture scolaire. Il navigue sous pavillon britannique.

## Histoire
Le TS Prolific a été construit en 2005 sur un chantier naval suédois. Il a la forme classique du cutter anglais du XIXe siècle.
Son aménagement intérieur permet de recevoir jusqu'à 26 personnes (20 stagiaires et 6 membres d'équipage permanent). Il offre des stages jusqu'à 2 mois de navigation et des sorties d'entraînement de 1 à 4 jours.
Il participe aux Tall Ships' Races en classe C et sera présent au départ de la Mediterranean Tall Ships Regatta 2013 et à l'escale de Toulon Voiles de Légende.